# Agave ajoensis
Agave ajoensis är en sparrisväxtart som beskrevs av W.C.Hodgs. Agave ajoensis ingår i släktet Agave och familjen sparrisväxter. Inga underarter finns listade i Catalogue of Life.